# Franz Mauve

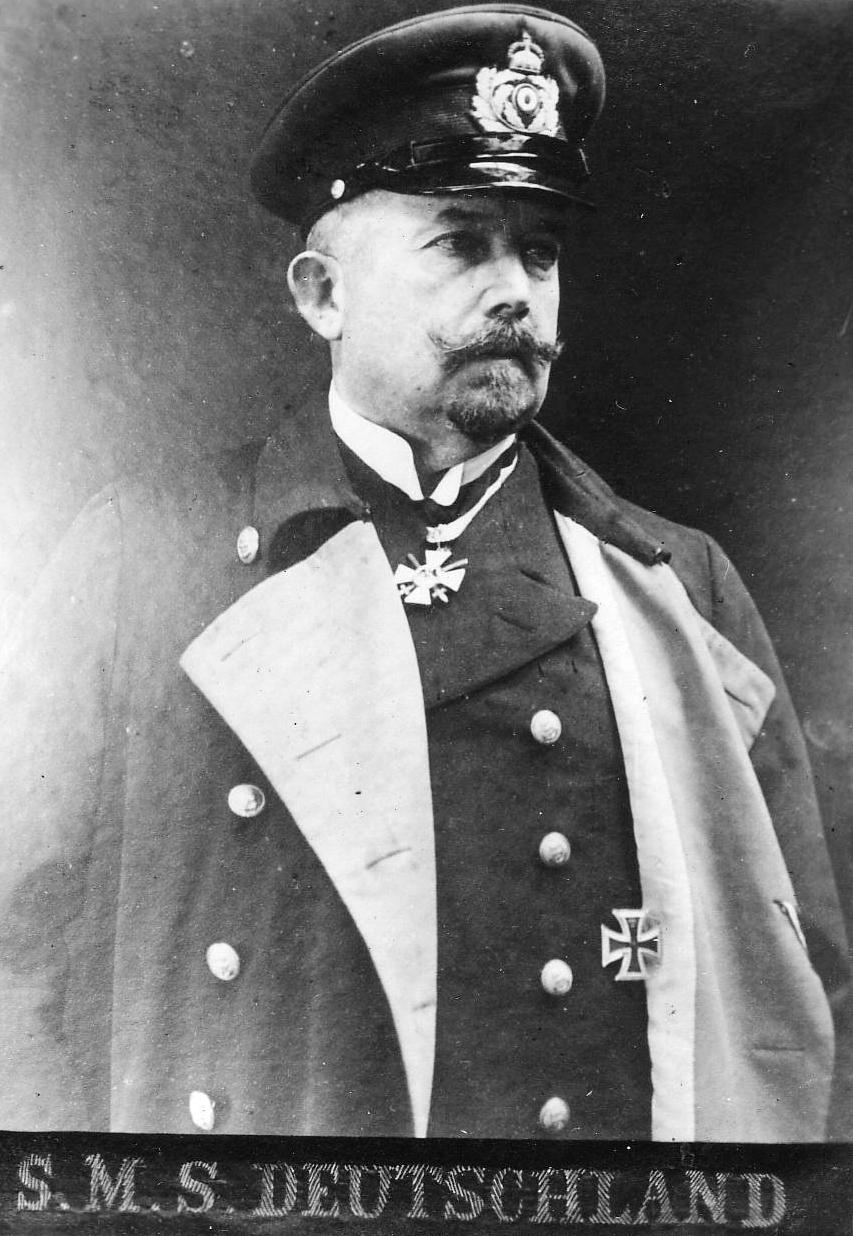
Franz Mauve

Franz Leopold Siegfried Mauve (* 11. November 1864 in Kattowitz; † 12. Dezember 1931 in Berlin) war ein deutscher Vizeadmiral im Ersten Weltkrieg.

## Marinelaufbahn
Mauve besuchte das Maria-Magdalenen-Gymnasium in Breslau. Er trat nachfolgend in die Kaiserliche Marine ein und gehörte zur Crew 86. Ab September 1903 war er 1. Admiralstabsoffizier der Flotte. Von Dezember 1905 bis zum April 1908 war er im Admiralstab tätig.

### Kommandant eines Schulkreuzers
Er wurde am 4. April 1908 Kommandant des wieder in den Dienst kommenden Schulkreuzers Victoria Louise. Im Juli 1908 begann dessen erste Auslandsreise. Da sich das Schiff an einem internationalen Ballonserienaufstieg beteiligen sollte, befand sich eine wissenschaftliche Kommission an Bord. Über Madeira und Teneriffa erreichte der Kreuzer die Kalmen, wo die Ballonaufstiege stattfanden und ein Ballon der Victoria Louise mit 21.800 m einen Höhenrekord aufstellen konnte. Am 5. August verließen die Wissenschaftler das Schiff wieder, das seinen Weg ins Mittelmeer fortsetzte. Dort beteiligte es sich gemeinsam mit der Hertha Anfang Januar 1909 an einer Hilfsaktion für das durch ein Erdbeben stark zerstörte Messina. Die erste Reise des Kreuzers war am 10. März 1909 in Kiel beendet. Mit einem neuen Schiffsjungen- und Seekadettenjahrgang an Bord unternahm die Victoria Louise im Sommer 1909 zunächst eine Ausbildungsfahrt in der Ostsee und brach im August zur zweiten Auslandsreise auf. Über die Azoren erreichte das Schiff Newport, wo im September auch die Hertha sowie die Kleinen Kreuzer Bremen und Dresden eintrafen. Die vier Schiffe nahmen vom 26. September bis zum 9. Oktober 1909 an den Hudson-Fulton-Feierlichkeiten in New York teil, während der sich der offizielle deutsche Vertreter, Großadmiral Hans von Koester, an Bord der Victoria Louise aufhielt. Anlass dieser Feierlichkeiten waren 300 Jahre Erstbefahrung des Hudson sowie die Aufnahme des Linienbetriebs zwischen New York und Albany mit dem von Robert Fulton konstruierten Dampfschiff Clermont im Jahr 1807. Die Victoria Louise kreuzte im Anschluss an den Aufenthalt in New York durch westindische Gewässer und war am 10. März 1910 in Kiel zurück.
Im April 1910 wurde Kapitän zur See Mauve Abteilungsleiter im Admiralstab. Von Oktober 1911 bis September 1913 war er Kommandant des Linienschiffes Pommern. Anschließend wurde er 2. Admiral im II. Geschwader der Hochseeflotte.

### Erster Weltkrieg
Im August 1915 wurde er dann Chef dieses Geschwaders. Als Chef der älteren Linienschiffe nahm er am 31. Mai und 1. Juni 1916 an der Seeschlacht am Skagerrak teil. Sein langsames Geschwader behinderte den Flottenchef und früheren Geschwaderchef, Vizeadmiral Reinhard Scheer, der die Schiffe nicht opfern wollte. Sie konnten sich kaum an der Schlacht beteiligen. Auf dem nächtlichen Rückmarsch wurde sein Geschwader Ziel eines Torpedoangriffs britischer Zerstörer, dem die früher von Mauve geführte Pommern zum Opfer fiel, die mit der gesamten Besatzung sank. Die über 800 Toten der Pommern waren fast ein Drittel der Gefallenen auf deutscher Seite.
Am 8. November 1916 gab er die Führung des II. Geschwaders ab und übernahm das neugebildete IV. Geschwader. Am 23. September 1917 wurde er zur Disposition gestellt.
Franz Mauve starb im Martin-Luther-Krankenhaus in Berlin-Schmargendorf und ist auf dem Südwestkirchhof Stahnsdorf bei Berlin beigesetzt.

## Auszeichnungen
- Roter Adlerorden III. Klasse mit der Schleife[3]
- Kronenorden II. Klasse[3]
- Preußisches Dienstauszeichnungskreuz[3]
- Preußische Rettungsmedaille am Bande[3]
- Ehrenkomturkreuz des Oldenburgischen Haus- und Verdienstordens des Herzogs Peter Friedrich Ludwig[3]
- Orden vom Doppelten Drachen Dritter Grad, Dritter Klasse[3]
- Kommandeur II. Klasse des Dannebrogordens[3]
- Komtur des Ritterordens der Heiligen Mauritius und Lazarus[3]
- Orden der Eisernen Krone III. Klasse[3]
- Osmanje-Orden IV. Klasse[3]
- Eisernes Kreuz (1914) II. und I. Klasse